# Aprostocetus kuriani
Aprostocetus kuriani is een vliesvleugelig insect uit de familie Eulophidae. De wetenschappelijke naam is voor het eerst geldig gepubliceerd in 1986 door Husain & Khan.